# بروديامين
بروديامين هو مركب عضوي يُستخدم كمبيد أعشاب سابق لظهور الحشائش، وينتمي إلى فئة مبيدات ثنائي ينترو الأنيلين.

## لمحة تاريخية
كانت شركة ساندوز هي التي طوّرت مركب البروديامين، وباعته كمبيد للأعشاب في عام 1987.

## الاستخدام
يُستخدم مُركب البروديامين كمبيد للأعشاب سابق لظهور الحشائش في العديد من المحاصيل مثل محاصيل فول الصويا، والبرسيم، والقطن، ومحاصيل نباتات الزينة، حيث يعمل البروديامين على منع تكوين الأنابيب الدقيقة.

## التحضير
يمكن تحضير مركب البروديامين من خلال تفاعل مركب 2،4-ثنائي كلورو بنزو ثلاثي الفلوريد مع حمض النيتريك في وجود حمض الكبريتيك وثنائي البروبيل أمين والأمونيا.